# Philip Pullman
Philip Nicholas Outram Pullman (ur. 19 października 1946 w Norwich) – brytyjski pisarz, twórca literatury dziecięcej i młodzieżowej najbardziej znany jako autor cyklu powieści Mroczne materie. Komandor Orderu Imperium Brytyjskiego (CBE, 2004), uhonorowany brytyjskim tytułem szlacheckim Rycerza Kawalera (Knight Bachelor, 2018). 

## Życiorys
Po kilku nieprzynoszących sukcesów próbach pisania dla dorosłych zdobył sławę kierowaną do młodzieży trylogią fantastyczną Mroczne materie. W krajach anglojęzycznych stała się pozycją klasyczną i trafiła na pierwsze miejsca list bestsellerów. Inspirowana esejem Heinricha von Kleista O teatrze marionetek, wierszami Williama Blake’a i Rajem utraconym Johna Miltona, wychodzi poza ramy powieści dla dzieci. Pullman ukazał rozterki moralne, zdradę, miłość i tragizm wyborów, poruszył także takie tematy jak metafizyka, filozofia i teologia. Mroczne materie to historia wojny pomiędzy światami, która doprowadzić ma do upadku Królestwa Niebieskiego i utworzenia Republiki. W równoległym do naszego świecie dziewczynka imieniem Lyra Belacqua udaje się na mroźną północ, by uratować swojego przyjaciela, ale nie zdaje sobie sprawy, że jej wyprawa ma o wiele większe znaczenie, niż mogła to sobie wyobrażać. Jej ojciec, Lord Asriel, rzuca wyzwanie kościołowi i czczonemu przez niego Autorytetowi, który w miarę rozwoju akcji okazuje się oszustem i kłamcą.
Za antyklerykalny wydźwięk swych powieści Pullman był przez jakiś czas atakowany m.in. przez brytyjskie środowiska kościelne. Sam pisarz uważa się nie za ateistę, a agnostyka, mówiąc, że krytykuje jedynie część instytucji kościelnej, a nie samo chrześcijaństwo.
W 2001 roku Pullman, jako pierwszy w historii, zdobył prestiżową angielską nagrodę literacką Whitbread Award dla najlepszej powieści roku. W 2003 roku wydał uzupełnienie do Mrocznych Materii – Oxford Lyry.
Na podstawie trylogii Mroczne materie nakręcono film Złoty kompas oraz serial Mroczne materie.

## Książki

### SeriaMroczne materie

#### TrylogiaMroczne materie
- Zorza północna (również jako Złoty kompas i Zorza polarna) (Northern Lights, 1995), wyd. polskie 1998, przeł. Ewa Wojtczak[6]
- Zaczarowany nóż (również jako Magiczny nóż i Delikatny nóż) (The Subtle Knife, 1997), wyd. polskie 1998, przeł. Ewa Wojtczak[7]
- Bursztynowa luneta (The Amber Spyglass, 2000), wyd. polskie 2004, przeł. Danuta Górska[8]

#### TrylogiaKsięga Prochu
- La Belle Sauvage (La Belle Sauvage, 2017), wyd. polskie 2020, przeł. Wojciech Szypuła[9]
- Tajemna wspólnota (The Secret Commonwealth, 2019), wyd. polskie 2020, przeł. Wojciech Szypuła[10]

#### Książki towarzyszące
- Lyra’s Oxford (2003)
- Once Upon A Time in The North (2008)
- The Collectors (2014)
- Serpentine (2020)
- The Imagination Chamber (2022)

### Seria o Sally Lockhart
- The Ruby in the Smoke (1987)
- The Shadow in the North (1988)
- The Tiger in the Well (1991)
- The Tin Princess (1995)

### Inne książki
- The Haunted Storm (1972)
- Galatea (1976)
- Hrabia Karlstein (Count Karlstein, 1982), wyd. polskie 2003, przeł. Janusz Ochab[11]
- How to Be Cool (1987)
- Jacek na sprężynach. Historia męstwa i występku (Spring-Heeled Jack: A Story of Bravery and Evil, 1989), wyd. polskie 2004, przeł. Anna Sak[12]
- Przerwany most (The Broken Bridge, 1990), wyd. polskie 2006, przeł. Jacek Manicki[13]
- Frankenstein (1990)
- Tatuaż z motylem (The Butterfly Tattoo, 1992), wyd. polskie 2006, przeł. Jacek Manicki[14]
- The Firework-Maker’s Daughter (1995)
- Zegar, czyli nakręcona opowieść (Clockwork, or All Wound Up, 1996), wyd. polskie 2004, przeł. Agnieszka Pokojska[15]
- Byłem szczurkiem!... albo Purpurowe pantofelki (I was a rat! or The Scarlet Slippers, 1999), wyd. polskie 2004, przeł. Anna Skucińska[16]
- Puss in Boots: The Adventures of That Most Enterprising Feline (2000)
- The Scarecrow and his Servant (2004)
- Dobry Człowiek Jezus i Łotr Chrystus (The Good Man Jesus and the Scoundrel Christ, 2010), wyd. polskie 2010, przeł. Ludwik Stawowy[17]
- Baśnie Braci Grimm dla dorosłych i młodzieży: bez cenzury (Grimm Tales. For Young and Old. In a New English Version, 2012), wyd. polskie 2014, przeł. Tomasz Wyżyński[18]

## Adaptacje filmowe
W 2007 roku na podstawie Zorzy północnej, pierwszej części Mrocznych materii, nakręcono film Złoty kompas. W 2019 zaczął się ukazywać serial Mroczne materie produkcji BBC i HBO.

## Nagrody literackie
- Whitbread Award (raz za powieść roku i raz za powieść dla dzieci)[19]
- Carnegie Medal (za powieść dla dzieci)[19]
- Guardian Children’s Fiction Award (za powieść dla dzieci)[19]
- Booker Prize (nominacja)[20]